# Silene microsperma
Silene microsperma är en nejlikväxtart som beskrevs av Edward Fenzl. Silene microsperma ingår i släktet glimmar, och familjen nejlikväxter. Inga underarter finns listade i Catalogue of Life.